# Piotrowice (powiat radomski)
Piotrowice – wieś w Polsce położona w województwie mazowieckim, w powiecie radomskim, w gminie Jedlnia-Letnisko. Ma status sołectwa.
Wierni Kościoła rzymskokatolickiego należą do parafii św. Józefa Oblubieńca Najświętszej Maryi Panny w Jedlni-Letnisku.

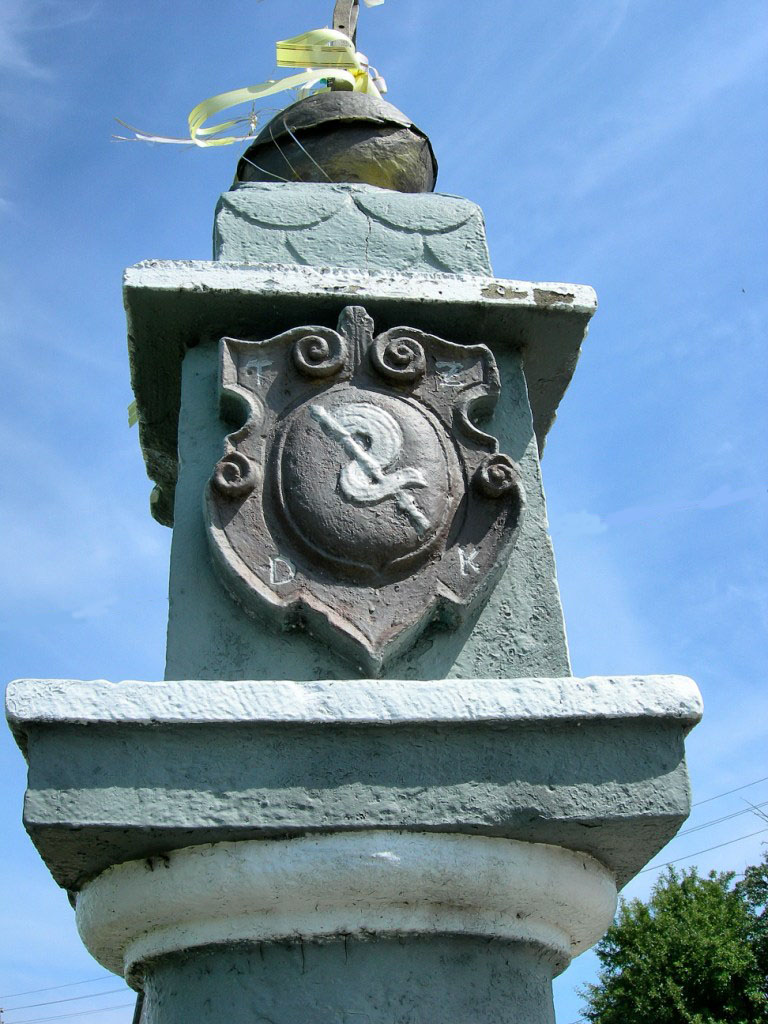
Herb właściciela Piotrowic Tomasza Kroczowskiego na kolumnie w Gzowicach-Folwarku

## Historia
W 1649 właściciel Piotrowic a zarazem sędzia grodzki radomski Tomasz Zawisza Kroczowski ufundował kamienną kolumnę w miejscowości Gzowice-Folwark w podzięce za swój szczęśliwy powrót z bitwy pod Zborowem.
Jednym z XIX-wiecznych dziedziców Piotrowic był Daniel Roszkowski - zm. w 1834 i pochowany na starym cmentarzu w Jedlni.
W latach 1945–1975 miejscowość administracyjnie należała do województwa kieleckiego, następnie W latach 1975–1998 do województwa radomskiego.